# Pulau Maniang
Pulau Maniang är en ö i Indonesien.   Den ligger i provinsen Sulawesi Tenggara, i den centrala delen av landet, 1 600 km öster om huvudstaden Jakarta. Arean är 3,5 kvadratkilometer.
Terrängen på Pulau Maniang är lite kuperad. Öns högsta punkt är 194 meter över havet. Den sträcker sig 3,5 kilometer i nord-sydlig riktning, och 3,5 kilometer i öst-västlig riktning.